# 马琳·若阿内斯
马琳·若阿内斯（法語：Marine Johannès，1995年1月21日—），法国女子篮球运动员。她曾代表法国国家队参加2016年和2020年夏季奥林匹克运动会篮球比赛，其中2020年奥运会获得一枚铜牌。